# 23729 Kemeisha
23729 Kemeisha este un asteroid din centura principală de asteroizi.

## Descriere
23729 Kemeisha este un asteroid din centura principală de asteroizi. A fost descoperit pe 21 aprilie 1998 la Socorro, New Mexico, în cadrul proiectului LINEAR. Asteroidul prezintă o orbită caracterizată de o semiaxă mare de 2,29 ua, o excentricitate de 0,19 și o înclinație de 5,9° în raport cu ecliptica.